# Joaquim Barbosa de Castro
Joaquim Barbosa de Castro, primeiro e único barão de Além-Paraíba, (Mar de Espanha, 3 de abril de 1839 — ?, 17 de julho de 1918) foi um advogado e político brasileiro, tendo sido líder do Partido Conservador em sua província natal. Recebeu a patente de coronel-comandante da Guarda Nacional Brasileira.
Era filho de Joaquim Barbosa de Castro e Ana Paula Leopoldina e casou-se com Joana Eugênia Pereira de Castro, feita baronesa consorte de Além-Paraíba, e com a qual gerou quinze filhos.

## Títulos nobiliárquicos e honrarias
Barão de Além-Paraíba

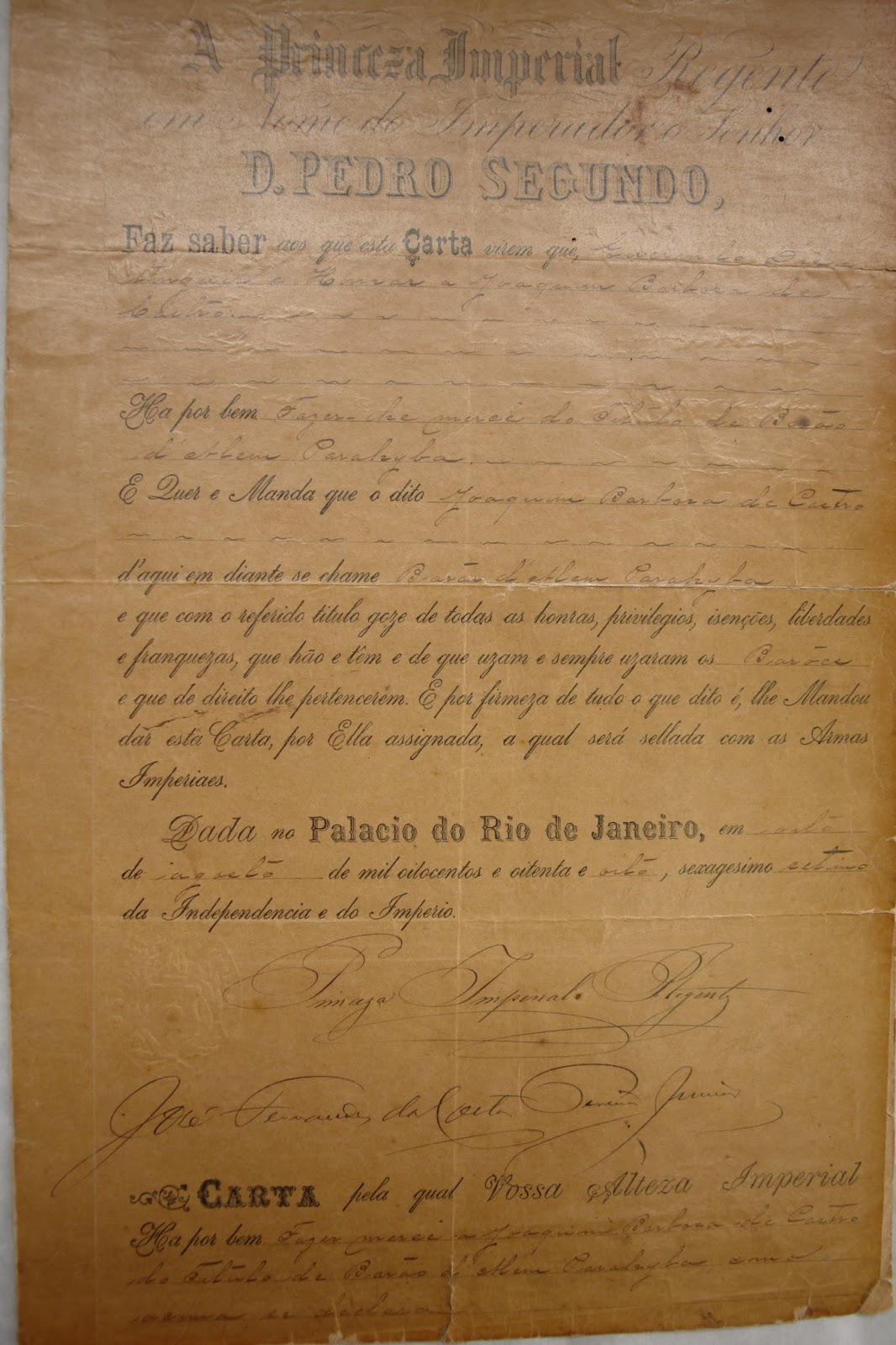
Documento de concessão do título de barão de 8 de agosto de 1888.

Título conferido por decreto imperial em 8 de agosto de 1888, concedido por D. Isabel Leopoldina. Faz referência à cidade mineira de Além Paraíba.
O chamado Barão de Além-Paraíba deixou sua "herança" à Maria das Mercê, sua neta, que casou-se com Odilon Pereira. Os dois tiveram dois filhos, Odilon Pereira Jr e Anderson de Castro. Odilon Jr. casou-se com Eliana e tiveram dois filhos, e Anderson casou-se com Mirtes e também tiveram dois filhos. Mas como a "herança" passava só pelas mulheres da família Maria deixou sua herança para sua neta Marina, que nasceu em 21 de julho de 2000, filha de Anderson.
1. ↑  «BookReader - Biblioteca Nacional». objdigital.bn.br. Consultado em 30 de janeiro de 2023